# SCP-ECG
Pour les articles homonymes, voir SCP et ECG.
SCP-ECG (Standard communications protocol for computer assisted electrocardiography), est un format d'enregistrement numérique des électrocardiogrammes (ECG). Il comprend le signal de l'ECG ainsi que des Métadonnées sur le patient (nom, prénom, âge, sexe...) et sur le dispositif d'enregistrement de l'ECG comme le nom du constructeur, etc.
SCP-ECG est une norme ANSI/AAMI (EC71:2001) et CEN (EN 1064:2005).